# Macropodus hongkongensis
Macropodus hongkongensis is een straalvinnige vissensoort uit de familie van de echte goerami's (Osphronemidae). De wetenschappelijke naam van de soort is voor het eerst geldig gepubliceerd in 2002 door Freyhof & Herder.